# Венгрия и вторжение России на Украину

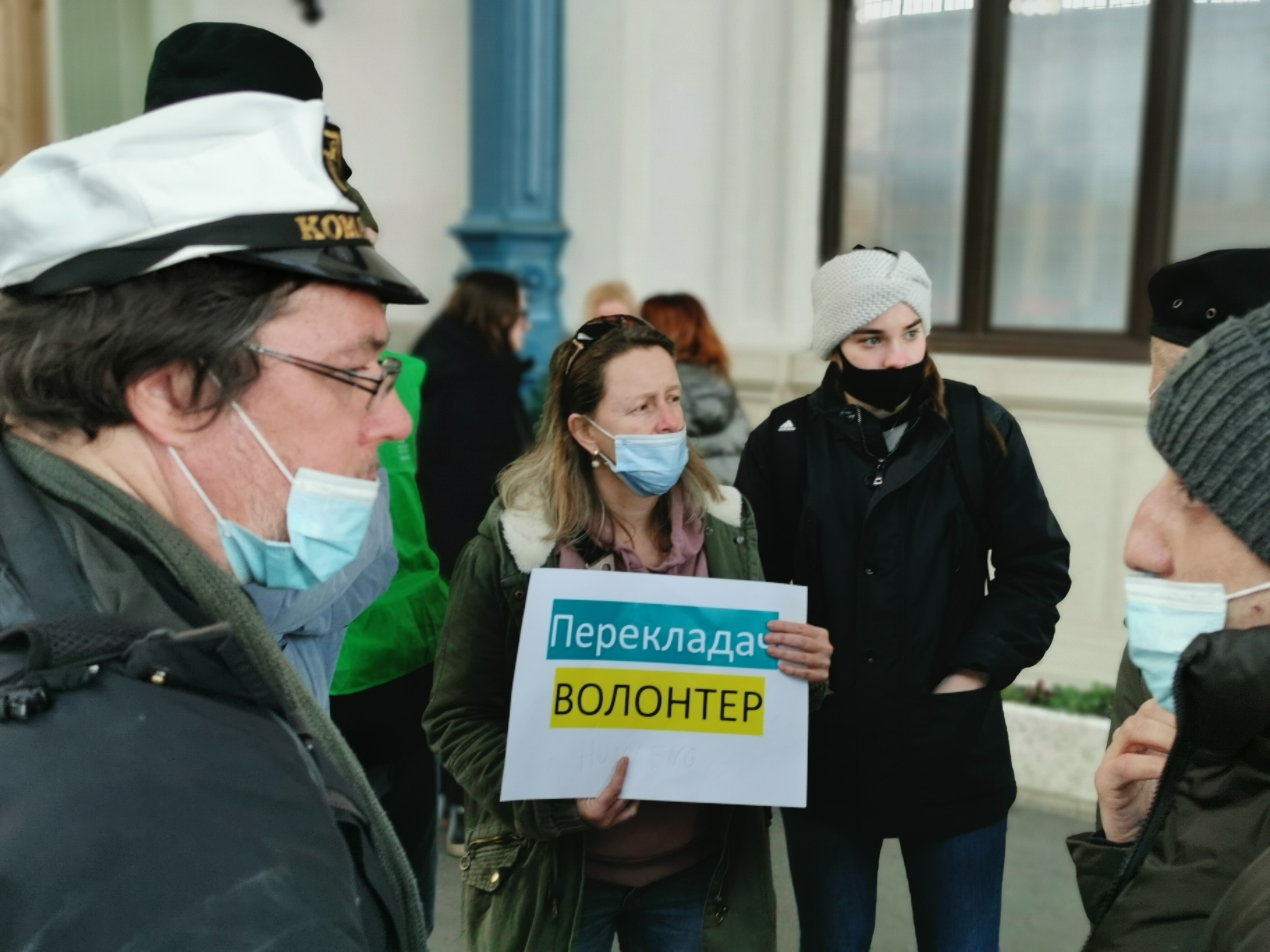
Украинские беженцы в Венгрии, 1 марта 2022 года

В Венгрии с начала вторжения России на Украину в 2022 году премьер-министр Виктор Орбан и министр иностранных дел Петер Сийярто не торопились с поддержкой Украины и осторожно осуждали российское вторжение и Владимира Путина. Под руководством премьер-министра Орбана венгерское правительство стало самым дружественным к России членом НАТО и Европейского союза. Венгрия — страна, являющаяся непосредственным соседом Украины и имеющая тесные политические и экономические связи с Россией.
Как до, так и во время вторжения на Украину в 2022 году по всей Европе, включая Венгрию, распространялись различные российские стратегические дезинформационные нарративы. В венгерском контексте преимущественно интернет-СМИ и страницы в социальных сетях распространяют либо прямую российскую дезинформацию, либо делятся нарративами, поддерживающими основные тезисы российских нарративов.

## Предыстория

### История
В 1914 году Австро-Венгерская империя вступает в Первую мировую войну. В 1918 году Австро-Венгрия терпит поражение в этой войне, что ведёт к распаду империи Габсбургов. 16 ноября 1918 года была провозглашена независимая Венгерская народная республика. Однако вскоре две трети Венгрии занимают армии Чехословакии, Румынии и Сербии. 4 июня 1920 года Венгрия подписывает Трианонский договор, закрепивший потерю этих территорий, на которых проживало значительное число венгерского населения. Эти земли отошли к Австрии, Румынии, Чехословакии и Югославии. В Венгрии подписание Трианонского договора восприняли как национальную трагедию. Желание венгров возвратить утраченные территории подтолкнёт Венгрию к союзу с нацистской Германией, так как нацистский диктатор Адольф Гитлер обещал Венгрии вернуть её земли. В 1938—1940 годах Венгрия под руководством Миклоша Хорти сумеет добиться частичного пересмотра границ, сложившихся после Трианонского договора. Так, в марте 1939 года на фоне расчленения Чехословакии венгерские войска оккупировали Закарпатье. Однако после поражения во Второй мировой войне Венгрия вернулась к границам 1920 года. В 1946 году Закарпатская область входит в состав УССР.
После Второй мировой войны страны Восточной Европы вошли в зону влияния СССР. На Ялтинской конференции советский диктатор Иосиф Сталин обещал провести честные демократические выборы в освобожденных от нацистов восточноевропейских странах, однако на практике при поддержке советских войск власть в этих государствах захватили местные коммунисты. С 1949 по 1953 год Венгрией правил убежденный сталинист Матьяш Ракоши, который был крайне непопулярен у населения. По данным экспертов, в 1952—1953 годах в ходе политических репрессий тюремные сроки получили около 400 тысяч человек, что составляло примерно 10 % населения Венгрии. Однако после смерти Сталина, в июле 1953 года Ракоши был вынужден отдать власть Имре Надю, который выступал за реформы партии и государства, однако весной 1955 года Надь был снят с должности, к власти вернулись сторонники Ракоши и возобновили прежний курс. 14 мая 1955 года в противовес НАТО был создан военный блок соцлагеря — Организация Варшавского договора, куда вошла и Венгрия. В феврале 1956 года в СССР происходит XX съезд КПСС, на котором был осужден культ личности Сталина, после чего в Венгрии усиливается недовольство населения правящим режимом. 23 октября 1956 года в Будапеште начались протесты молодежи против коммунистической системы, что стало началом Венгерского восстания. Премьер-министром Венгрии снова становится Имре Надь, который выступил за проведение в стране свободных выборов и выход Венгрии из Организации Варшавского договора. СССР вводит войска в Будапешт и подавляет восстание, в ходе чего за три дня боев погибли 2652 венгра и 640 советских военнослужащих. После подавления восстания в стране прошли массовые аресты, а Имре Надь был казнен.
После подавления венгерской революции 1956 года страну возглавил Янош Кадар, который правил в течение 32 лет. Несмотря на то, что он пришел к власти при помощи советских войск, со временем он установил в Венгрии достаточно либеральный и «рыночный» по меркам соцлагеря режим, который прозвали «гуляш-коммунизм». Кадар радикально урезал военные расходы, перевел экономику на хозрасчет, разрешил кооперативы и индивидуальную трудовую деятельность, что вместе с дешёвой советской нефтью обеспечило достаточно высокий уровень жизни населения. Однако в 1980-х годах в Венгрии начался экономический кризис. В 1988 году в Венгрии начинается «революция сверху», когда многие лидеры правящей партийной элиты отказываются от идеологии марксизма-ленинизма и начинают выступать за политические реформы. 16 июня 1989 года в Будапеште торжественно перезахоронили останки Имре Надя, а церемония его похорон превратилась в митинг с участием 250 тысяч человек, в ходе которой молодой юрист Виктор Орбан прославился на всю страну, выступив с речью, где потребовал вывода из Венгрии войск СССР, говоря «Русские — домой!».
В июле — августе 1989 года в Венгрии между правящей властью и оппозицией происходит серия переговоров про политическую реформу, и 23 октября 1989 года в Венгрии происходит смена политического режима. События в Венгрии были частью серии антикоммунистических революций 1989 года, которые привели к краху коммунистических режимов в Восточной Европе. Весной 1990 года в Венгрии прошли первые с 1947 года свободные многопартийные выборы в парламент, на которых победил Венгерский демократический форум — правоцентристская христианско-демократическая партия. Венгрия начинает «возвращение в Европу» и проводит рыночные реформы. 15 февраля 1991 года лидеры Польши, Чехословакии и Венгрии создают Вышеградскую группу для координации усилий правительств этих стран по вступлению в ЕС и НАТО. 1 июля 1991 года Организация Варшавского договора прекратила свое существование. В 1991 же году происходит вывод советской группировки войск из Венгрии. В декабре 1991 года Венгрия подписывает Соглашение об ассоциации с Европейским союзом.
12 марта 1999 года Польша, Чехия и Венгрия вступили в НАТО. Руководство этих государств видело во вступлении в Альянс не только гарантию военной безопасности, но и возможность стать полноправной частью Западного мира. Тогдашний премьер-министр Венгрии Виктор Орбан в торжественной речи по случаю вступления в НАТО его страны заявил об окончания эпохи Ялтинского мира. Говоря об отношениях в прошлом Венгрии и Москвы он отмечал: «Миропорядок Ялты заставил наших людей прийти к столь неестественному партнерству». Россия восприняла расширение НАТО на восток негативно, хотя главным раздражителям в отношениях России и НАТО в 1999 была война в Югославии. В феврале 1999 года российский президент Борис Ельцин в ходе обращения к Госдуме призывал «твердо, не сползая к конфронтации», противостоять концепции «натоцентризма», заявив, что расширение альянса «остается для России неприемлемым».
1 мая 2004 года 10 государств, включая Венгрию, вступили в Европейский Союз. В 2008 году по Венгрии болезненно ударил мировой экономический кризис. Европейский союз связал выделение Венгрии экономической помощи с проведением непопулярных социальных реформ вроде повышения пенсионного возраста, что привело к значительному разочарованию венгерского населения в ЕС.

### Правление Виктора Орбана

#### Отношения с Россией до 2022
В прошлом Виктор Орбан считался сторонником евроатлантической интеграции Украины. В частности, в 2008 году, будучи на тот момент оппозиционным политиком, Виктор Орбан после саммита НАТО в Бухаресте и российско-грузинской войны жестко раскритиковал решение не принимать в Североатлантический альянс Украину и Грузию. Однако после того как в 2010 году Орбан вновь стал премьер-министром Венгрии, его позиция по отношению к России изменилась.
В октябре 2016 года российский пропагандист Дмитрий Киселёв в передаче «Вести недели» отметил, что восстание 1956 года стало «первой в дружественных нам странах „цветной“ революцией», утверждая что она была поддержана «западными разведками, которые уже в те времена отрабатывали технологию превращения изначально мирного протеста в кровавый хаос». Однако посол России в Венгрии Владимир Сергеев заявил, что по теме событий 1956 года «официальная позиция Российской Федерации была изложена в 1992 и 2006 годах российскими руководителями, и с тех пор она не претерпела никаких изменений».

#### Конфликт с Украиной из-за венгерского меньшинства в Закарпатье
В 2011 году в Венгрии начинает действовать закон об упрощенном предоставлении гражданства, согласно которому на венгерское гражданство могли претендовать несудимые лица, владеющие хотя бы на базовом уровне венгерским языком и чьи предки родились на территории, в прошлом принадлежавшей Венгрии. В начале 2015 года сообщалось, что гражданство Венгрии к тому моменту получило около 94 тысяч венгров Закарпатья из их общей численности примерно в 150 тысяч человек. При этом, согласно законодательству Украины добровольное приобретение украинским гражданином второго гражданства вело к утрате им украинского паспорта, однако в законодательстве Украины не был прописан конкретный механизм потери украинского гражданства. Для Украины раздача иностранных паспортов своим гражданам была крайне болезненной темой, так как она много лет вела войну с сепаратистами на Донбассе, а российской аннексии Крыма предшествовала массовая раздача российского гражданства жителям полуострова. В мае 2014 года, спустя несколько недель после аннексии Крыма, венгерский премьер-министр Виктор Орбан требовал право на двойное гражданство для венгров Закарпатья, а также самоуправления и коллективных прав для них, при этом риторика Орбана могла быть расценена как поощрение сепаратизма. Он тогда заявлял: «Украина не может быть ни стабильной, ни демократической, если не предоставит местным меньшинствам, национальным общинам, в том числе венгерской общине, то, что они заслуживают … Венгерское государство изо всех сил будет поддерживать потребности в автономии венгров Закарпатья».
В сентябре 2018 года вспыхивает серьёзный дипломатический конфликт между Украиной и Венгрией после того, что в Интернете появилось видео, на котором сотрудники венгерского консульства в городе Берегово Закарпатской области выдавали гражданам Украины паспорта Венгрии, при этом призывая их скрыть факт получения второго гражданства от украинских властей. В октябре 2020 года МИД Украины обвинил Венгрию во вмешательство в украинские местные выборы, после того как глава МИД Венгрии Петер Сийярто в день выборов призвал венгров Закарпатья голосовать за Партию венгров Украины и действующего мэра Берегово Золтана Бабяка. В ноябре 2020 года между странами возник новый конфликт после того, как СБУ провела обыски в офисе «Общества венгерской культуры Закарпатья» в Ужгороде и в доме руководителя этой организации и лидера Партии венгров Украины Василия Брензовича.
В 2017 году на Украине был принят закон «Об образовании», согласно которому все украинские школы должны перейти на обучение на украинском языке, а языки национальных меньшинств должны были преподаваться в качестве отдельной дисциплины. Закон вызвал ухудшение отношений между Украиной и Венгрией. Власти Венгрии заявляли, что закон нарушает права венгерского меньшинства Закарпатья, а глава МИД Венгрии Петер Сийярто попытался надавить на Украину через ОБСЕ, НАТО и ЕС, а также угрожал инициировать пересмотр Соглашения об ассоциации Украины с Евросоюзом. Венгрия начала блокировать работу комиссии Украина-НАТО по вопросам обороны. Сиярто заявлял, что Будапешт «не готов пожертвовать закарпатской общиной на алтаре геополитики». Украина рассматривала венгерскую позицию как вмешательство в её внутренние дела, служащее российским интересам, и даже опасалась ревизионизма со стороны Венгрии.
После начала вторжения напряжённость из-за прав венгерского меньшинства на Украине способствовала «возникновению порочного круга в двусторонних отношениях», когда украинское руководство поставило под сомнение решимость Венгрии выступить вместе с Украиной против российского вторжения. После 24 февраля стремления меньшинства усилили озабоченность украинцев по поводу того, что этнические венгры на Украине уязвимы для российской пропаганды, исходящей из Венгрии.

## Реакция Венгрии на вторжение России на Украину
Позиция Будапешта в отношении российского вторжения была сложной. С одной стороны, Венгрия быстро осудила вторжение и не наложила вето на некоторые санкции ЕС в отношении Москвы. В начале войны Виктор Орбан подчеркнул единство и сказал: «Мы защищаем границы Венгрии и Европы вместе с НАТО», а также согласился с политическими решениями ЕС и НАТО: среди них решение ЕС о запрете российским банкам использовать систему переводов SWIFT, коллективное решение ЕС о запрете российских полётов в европейском воздушном пространстве, а также решение ЕС и НАТО о поставках Украине оружия. Правительство Венгрии также открыло свою восточную границу для украинских беженцев, спасающихся от конфликта. Кроме того, развёртывание войск НАТО на восточном фланге альянса через Венгрию является ещё одной областью, в которой Будапешт сотрудничал, а не препятствовал усилиям НАТО по противодействию России.
С другой стороны, правительство Орбана выступило против санкций ЕС в отношении российской нефти и газа, пообещав заблокировать их и в конечном итоге заставив блок смягчить свой пакет санкций. В то же время Венгрия также отказалась приостановить расширение АЭС Пакш, которую финансирует «Росатом». Кроме того, страна выступила против отправки оружия через Венгрию на Украину и вынудила ЕС не вводить санкции в отношении главы Русской православной церкви патриарха Кирилла, который выступал пропагандистом войны и проявлял «подобострастную покорность» к Путину. Орбану также удавалось добиваться широких исключений для Венгрии в отношении европейских санкций против России. Российские СМИ сосредоточили своё внимание на противодействии Орбана поставкам оружия Украине, чтобы пролить свет на внутренние разногласия в НАТО с начала вторжения.
Виктор Орбан часто повторял «Это не наша война», заявляя, что российское вторжение на Украину — это конфликт, «который должны урегулировать участвующие в нём стороны».
В начале июня 2023 года премьер-министр Венгрии Виктор Орбан заявил, что с самого начала конфликта между Украиной и Россией необходимо было стремиться к миру, так как это делали венгры. Орбан заявил, что контрнаступление на превосходящие силы станет кровавой баней для атакующей стороны и призвал усадить противников за стол переговоров до начала массированных военных действий[что?].
Премьер-министр Венгрии Виктор Орбан признался, что за две-три недели до начала боевых действий Владимир Путин говорил ему о том, что Запад очень хорошо подготовил армию Украины и потенциальный конфликт с ней будет крайне тяжелым. Тем не менее, Орбан считает, что только западные страны могут спасти Украину, перестав оказывать ей военную помощь, поскольку солдаты у Киева кончатся раньше, чем у России. При этом, по его мнению, сам конфликт закончится тогда, когда США захочет мира. Орбан назвал разрешение ситуации с мятежом ЧВК Вагнера в 24 часа признаком силы, заявив, что произошедшее никак не ослабило Путина, потому что российские структуры очень стабильны и устроены не так, как в Европе.

### Хронология
В то время как ЕС явно стремится к дипломатической изоляции России, министр иностранных дел Венгрии Петер Сийярто был рад встрече с министром иностранных дел России Сергеем Лавровым на Генеральной ассамблее ООН и в июле 2022 года посетил Москву для переговоров с российским руководством о новом соглашении о поставках газа в Венгрию.
В декабре 2022 года Венгрия заблокировала пакет финансовой поддержки ЕС в размере 18 млрд евро для Украины, что углубило раскол между премьер-министром Виктором Орбаном и Брюсселем. Это решение побудило другие страны ЕС начать работу над альтернативным планом финансирования Украины, который не требовал бы поддержки Будапешта. Однако, как предупредили дипломаты, этот подход займет больше времени, что усугубит финансовые риски, с которыми столкнулся Киев.
11 апреля  министр иностранных деле Петер Сийярто сообщил, что объём поставляемого из России газа будет увеличен сверх объёма, предусмотренного договором о поставке 4.5 млрд газа в год, подписанном в 2021 году на срок 15 лет. Александр Новак заверил Сийярто, что поставки через «Турецкий поток» будут осуществляться без перебоев.
15 декабря 2023 года премьер-министр Венгрии Виктор Орбан наложил вето на решение ЕС об экономической помощи Киеву на общую сумму 50 млрд евро.

### Реакция Украины на позицию Венгрии
Украинские политики неоднократно выступали с жёсткой критикой курса Орбана по отношению к войне России против Украины. Так, 3 апреля 2022 года украинский президент Владимир Зеленский заявил: «Мы даже не получили того, что делают все остальные — делают ради мира. Мы не получили жизненно необходимый транзит оборонной помощи, не видели морального лидерства. Не было никаких усилий остановить войну». Зеленский также тогда сообщил, что один из лидеров ЕС требовал доказательств, что резня в Буче не была инсценировкой. Хотя Зеленский не назвал имени этого лидера, однако СМИ заявили, что речь шла о Викторе Орбане. Такая реакция венгерского премьер-министра вызвала негативную реакцию даже в Польше, которая являлась близким союзником Венгрии, и вице-премьер Польши Ярослав Качинский заявил: «Если премьер-министр Орбан говорит, что не до конца понимает, что произошло в Буче, я бы посоветовал ему обратиться к окулисту». После такой реакции 9 апреля Орбан заявил, что осуждает убийства в Буче и поддерживает международное расследование.

### Отношение к позиции Венгрии в ЕС и НАТО
Сохранение хороших отношений Венгрии с Россией после 24 февраля нанесло ущерб репутации Венгрии в НАТО и ЕС. Восприятие страны как слишком дружественного России после начала вторжения «расстроило» соседей Венгрии — Чехию, Польшу и Словакию.
В мае 2024 года министры иностранных дел ЕС призвали Венгрию перестать препятствовать мерам военной помощи Украине на миллиарды евро. Из-за чего напряженность между странами Евросоюза и Будапештом достигла предела. Глава МИД Литвы Габриэлюс Ландсбергис заявил, что Венгрия систематически блокирует решения ЕС по внешнеполитическим вопросам. В частности, — вопросы по военной помощи Украине и членстве Киева в Евросоюзе — всего 41% подобных решений ЕС были заблокированы Будапештом.

### Венгерская оппозиция
Большинство венгерских оппозиционных партий критиковало правительство Виктора Орбана за недостаточную поддержку Украины и его связи с Россией. Так, либеральная партия Momentum Mozgalom сравнила российское нападение на Украину с советским вторжением в Венгрию 1956 года, поддержала территориальную целостность Украины и заявила, что своей «дружбой с Путиным» Орбан поставил под угрозу венгерскую общину в Закарпатье. Momentum Mozgalom обвинил Орбана в том, что он сделал Венгрию полностью зависимой от России, и требовал присоединиться ко всем санкциям против России, а
также прекратить строительство АЕС Пакш 2, в которой участвовует Росатом.
Правая партия Jobbik, прошедшая путь от сторонников сотрудничества с Россией до её жесткой критики, заявляла, что Орбан пытается установить в Венгрии пророссийский режим, похожий на тот, что существует в Белоруссии при Александре Лукашенко. Партия Jobbik заявляла: «Пока другие 26 стран - членов ЕС, затаив дыхание, смотрят, что происходит на Украине, и поддерживают жертв агрессии, Орбан открыто повторяет пропаганду Кремля».
Партия Демократическая коалиция в феврале 2022 года призывала к заморозке в Венгрии активов всех приближенных к Путину лиц, заявляя: «Судя по теплым отношениям между премьер-министром Венгрии и Владимиром Путиным, не нужно будет так много искать эти активы, стоит лишь спросить Виктора Орбана».

### Оценки
Директор Foreign Policy In Focus Джон Феффер заявил, что «сбалансированная» реакция венгерского правительства на украинский кризис «отражает общую идеологическую позицию Орбана на полпути между Брюсселем и Кремлём, а также экономическую позицию Венгрии на полпути между субсидиями ЕС и российскими продажами ископаемого топлива. <…> [Орбану] нравится натравливать силы друг на друга на благо Венгрии». Аналитики считают, что решение Венгрии играть относительно небольшую роль в материально-технической поддержке Украины снизило вероятность того, что Будапешт когда-либо станет будущей мишенью мести Москвы — это и послужило недопущению серьёзного ущерба российско-венгерским отношениям с самого начала вторжения.

## Украинские беженцы в Венгрии
По данным ООН, с 24 февраля по 6 июня 2022 года в Венгрию прибыли 1 миллион 312 тысяч украинцев, 70 % из которых составляли женщины и дети. Венгрия стала третьей после Польши и Румынии страной по числу принятых беженцев из Украины. При этом только 26 тысяч украинцев подали заявления на временное убежище в Венгрии, а абсолютное большинство прибывших из Украины людей не стали оставаться в Венгрии. Журналисты отмечали, что венгерская система по приему беженцев была рассчитана только на их кратковременное пребывание в стране.

## Освещение российского вторжения на Украину в венгерских СМИ
На апрель 2022 года в Венгрии были запланированы очередные парламентские выборы.
До вторжения России на Украину в феврале 2022 года венгерская избирательная кампания в основном была сосредоточена на экономических вопросах, таких как плата за коммунальные услуги, 13-месячная пенсия и налоговые льготы, а также на социальных вопросах, включая состояние образования и здравоохранение, коррупция и права ЛГБТ. Однако эскалация российско-украинской войны 24 февраля полностью изменила направленность избирательной кампании и породила конкретные дезинформационные нарративы, связанные со вторжением, которые вскоре стали центральной темой. В месяцы, предшествовавшие вторжению, и особенно с февраля 2022 года, усилилось распространение российских нарративов, и несколько связанных с правительством Венгрии СМИ повторили общие российские нарративы о войне на Украине. Венгерский корреспондент Politico Лили Байер назвала Будапешт «европейской столицей российской дезинформации».
В то время как многие европейские правительства приняли меры, направленные на борьбу с российской дезинформацией, директор организации «Политический капитал» Петер Крекко утверждает, что в Венгрии невозможно разделить российские нарративы и информационную экосистему, контролируемую правительством Венгрии: государственные новости, провластные журналисты и партия «Фидес». Влиятельные лица в социальных сетях часто цитировали российские государственные СМИ, такие как RT и Sputnik, ещё до начала вторжения, чтобы поддержать антилиберальные, антимиграционные или анти-ЛГБТ-нарративы.

### «Фидес»
Чувствуя страх общества перед войной и её последствиями, венгерская правящая партия «Фидес» быстро стала себя позиционировать как единственный гарант мира и безопасности в Венгрии, а также защитник венгерских национальных и экономических интересов. В то же время она совершила попытки в дискредитации Объединённой оппозиции, занявшую жёсткую позицию в отношении России. Перед парламентскими выборами в Венгрии венгерский политолог Габор Тёрёк отметил, что конфликт на Украине может вызвать разногласия даже среди избирателей «Фидес», часть из которых, вероятно, придерживается сильных антироссийских настроений. Тем не менее он сообщил, что «Фидес» нашла подходящие центральные нарративы, чтобы избежать разделения своего электората, настаивая на том, что мир, безопасность и экономическая стабильность в Венгрии являются наиболее важными целями, подчёркивая готовность правительства оказывать гуманитарную помощь беженцам и отказываясь от военного вмешательства.
Основной предвыборный нарратив «Фидес» стал реакцией на заявление лидера оппозиции Петера Марки-Заи, в котором он заявил, что Венгрия выполнит совместное решение НАТО, и если альянс решит поддержать Украину военными средствами, то Венгрия одобрит его действия.
Вырванное из контекста «Фидес» и близкими к партии СМИ и онлайн-лидерами общественного мнения, это заявление было переведено в следующее послание: если Объединённая оппозиция победит, они отправят на войну оружие и венгерских солдат, в то время как «Фидес» гарантирует, что Венгрия останется вне конфликта. За день до выборов венгерские государственные СМИ опубликовали следующий заголовок: «Левые готовятся к завтрашним выборам провоенной демонстрацией», сообщая о проукраинском протесте оппозиции.
Хотя ни одна из сторон не хотела участия Венгрии в войне, «Фидес» и государственные СМИ ежедневно повторяли, что «Венгрия должна сделать всё, чтобы не участвовать в войне», этот конфликт — «не наша война», и что Венгрии нужно «стратегическое спокойствие» в принятии решений. В ходе кампании «Фидес» занимала проевропейскую и пронатовскую позицию, выступая за общие меры безопасности, но категорически возражала против отправки оружия на Украину через территорию Венгрии, так как, по их мнению, это поставит под угрозу жителей Закарпатья или риск вовлечения Венгрии в вооружённый конфликт.
В то время как поддержка Украины была представлена оппозицией как моральное обязательство, «Фидес», с другой стороны, сосредоточилась на экономических последствиях конфликта. Ключевой посыл кампании «Фидес» заключался в том, что, втянув Венгрию в войну, оппозиция разрушит давнее достижение правительства по поддержанию низких цен на коммунальные услуги. Основной посыл кампании «Фидес» в этом отношении заключался в том, чтобы гарантировать, что «венгерские семьи не заплатят цену войны».

### Государственные СМИ
Хотя премьер-министр Виктор Орбан публично присоединился к лидерам ЕС в осуждении России за её вторжение на Украину, венгерские государственные СМИ повествуют для венгерской аудитории совсем другую картину.
В самом начале войны они назвали вторжение «военной операцией» или «военным конфликтом». Спустя 4 дня после начала боевых действий Венгерское информационное агентство назвало конфликт «войной», а не «спецоперацией». В своих заявлениях Виктор Орбан и Петер Сийярто избегали упоминания имени Путина и ответственности Путина, а Сийярто даже отказался вернуть орден Дружбы, который был вручён ему Владимиром Путиным в 2021 году. В то время как государственные СМИ также предоставили соответствующие действительности сообщения о войне, пророссийские и антиукраинские нарративы были «отданы на аутсорсинг» аналитикам и лидерам общественного мнения, близким к венгерскому правительству. Затем эти комментарии регулярно цитировались в связанной с правительством прессе. Некоторые обозреватели, работающие на государственном телевидении, возлагали вину за войну прямо на США, а также проводили параллели между Зеленским и Гитлером.
Кроме того, государственные СМИ пригласили для обсуждения войны связанных с правительством экспертов, которые без критической оценки повторили российские нарративы и задумались о том, в какой степени Украина и НАТО несут ответственность за развязывание войны. Кремлёвские нарративы ещё чаще появлялись на сайтах социальных сетей, особенно на страницах и в группах Facebook, таких как Orosz Hírek («Новости России») и Számok, adatok… A baloldali álhírek ellenszere («Цифры, данные… Противоядие от левых фейковых новостей»), которые распространяют пророссийские нарративы.

### Партии
Среди политических деятелей наиболее активными распространителями российских тезисов были политики ультраправой партии «Наша Родина», а также лидер непарламентской партии «Normalis Élet Pártja» («Партия нормальной жизни») Дьёрдь Гёдень, В качестве причины вторжения они подчеркнули «агрессию против русского меньшинства, совершенную Украиной». Сильные антинатовские настроения и российские нарративы были поддержаны «Венгерской рабочей партией» и её лидером Дьюлой Тюрмером. Антиукраинские нарративы также распространились в различных других более мелких группировках, в основном крайне правых, например, в Hatvannégy Vármegye Ifjúsági Mozgalom («Молодёжное движение шестидесяти четырёх округов»), а также среди противников вакцинации.
Предвыборные нарративы «Нашей Родины», «Партии нормальной жизни» и Венгерской рабочей партии изображали Объединённую оппозицию в качестве поджигателей войны, а НАТО как экспансионистскую организацию, также заявляя, что НАТО и США несут прямую ответственность за эскалацию войны.

### Тема санкций
Согласно тезису «Фидес», в Венгрии нет альтернатив российскому газу и нефти, а экономические санкции неэффективны и наносят ущерб. Госсекретарь по общественной дипломатии и связям Золтан Ковач заявил: «Санкции, введённые против России, не влияют на войну на Украине, они уже вредят нам».
Близкое к венгерскому правительству издание Origo сообщило следующее: «Брюссель вводит новые санкции, даже несмотря на то, что предыдущие не оправдали надежд. Из-за санкций в Европе зашкаливает инфляция, выросли расходы на коммунальные услуги, цены на природный газ и продукты питания, континенту грозит рецессия. Между тем экономика России укрепилась из-за санкционной политики ЕС, например, Москва заработала на экспорте энергоносителей 158 млрд евро, <…> а рубль укрепился».
В сентябре 2022 года Орбан, голосуя за все 7 пакетов санкций вместе с другими лидерами ЕС заявил, что «санкции ЕС не были введены демократическим путём, они были приняты брюссельской элитой без консультации с европейским народом».

## Опросы венгерского населения
Согласно опросу Евробарометра, проведённому в апреле и мае 2022 года, после пятого раунда экономических санкций поддержка дополнительных санкций была самой низкой в Венгрии (32 %). Затрагивая тему вторжения России на Украину, 67 % венгров ответили, что ценовая стабильность должна быть приоритетом, а не защитой европейских ценностей, таких как свобода и демократия. Согласно исследованию Nézőpont Intézet, опубликованному в сентябре 2022 года, 66 % венгров согласны с утверждением, что «санкции наносят больше вреда Европе, чем России».
Согласно опросу общественного мнения, проведённому Median в марте 2022 года, 43 % избирателей Фидес считали, что «Россия действовала законно для защиты своих интересов и безопасности», когда совершила вторжение на Украину в феврале, и только 37 % посчитали, что «Россия совершила серьёзную и необоснованную агрессию против Украины». Со стороны оппозиционных избирателей только 9 % посчитали, что «Россия действовала законно для защиты своих интересов и безопасности», а 84 % посчитали, что «Россия совершила серьёзную и необоснованную агрессию против Украины». Другое исследование, проведённое Median в апреле 2022 года, показало значительное падение симпатий к России среди венгерских оппозиционных избирателей с 2018 по 2022 год (с 40 до 15 баллов, где 0 = очень неблагоприятно, 100 = очень благоприятно).
Согласно исследованию Ipsos от апреля 2022 года, тезис «проблемы Украины нас не касаются, и мы не должны вмешиваться» получил одобрение 67 % венгерских респондентов по сравнению с 27 % среди поляков.